# Дарк-электро
Дарк-электро (англ. dark electro) — музыкальный стиль 1990-х годов, зародившийся в центральной Европе. Термин описывал электронное звучание, характерное для таких групп, как yelworC, Mortal Constraint, Arcana Obscura, Calva Y Nada, Placebo Effect, Tri-state, и впервые был использован в декабре 1992 года в связи с анонсом дебютного альбома группы yelworC Brainstorming. В феврале 1993 года, термин был использован в рецензии на этот альбом.
В музыке этого направления прослеживается заметное влияние индастриал-музыки, таких исполнителей как The Klinik или Skinny Puppy. Музыка дарк-электро отличалась от своих предшественников более прямолинейной композицией, а также многочисленными «наводящими ужас» звуками (плач, крики, скрежет цепей, битье стекла и так далее). Для музыки этого направления характерно электронное искажение вокала. Одним из первых представителей жанра стали yelworC, группа, основанная в 1988 году в Мюнхене.